# Pütz (Bedburg)
Pütz is een plaats in de Duitse gemeente Bedburg, deelstaat Noordrijn-Westfalen, en telt 310 inwoners (medio 2021).
In het dorpje staat een bushalte van de stadsbusdienst van Bedburg (Bedburg - Königshoven v.v.). Pütz ligt niet ver zuidwestelijk van afrit 17 van de Autobahn A61.
Pütz is in de 12e eeuw rondom een vroonhoeve (een boerderij die eigendom van een klooster was) ontstaan.

## Afbeeldingen

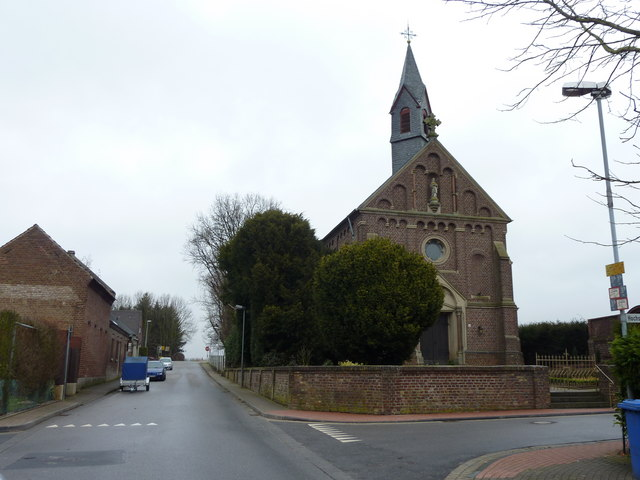
Dorpskern met Johannes-Nepomuk-kapel (1888)